# Mark Weschenfelder
Mark Weschenfelder (* 1982 in Neuhaus am Rennweg) ist ein deutscher Jazzmusiker (Saxophone, Klarinette, Komposition).

## Wirken
Weschenfelder, der zunächst bei Flimmerfrühstück spielte, schloss im Frühjahr 2014 sein künstlerisches Studium bei Finn Wiesner an der Hochschule für Musik Carl Maria von Weber Dresden mit Auszeichnung ab. Dann absolvierte er die Meisterklasse der Dresdner Musikhochschule, wo er Komposition, Improvisation und Saxophon bei Thomas Zoller und Eric Schaefer vertiefte.
Weschenfelder spielt und schreibt vorrangig improvisierte und experimentelle Musik. Seit 2006 hat er elf Alben und Einspielungen mit eigenen Bands, aber auch dem Oktett von Paul Peuker und mit Dora Osterlohs Kite veröffentlicht. Weiterhin ist er Gründungsmitglied des Offtracks-Vereins und Mitorganisator des Offtracks Festivals, das erstmals 2012 in Dresden stattfand.

## Diskographische Hinweise
- Zwitschermaschine: System for Us (WhyPlayJazz, 2019, mit Adrian Kleinlosen, Paul Berberich, Vincent Bababoutilabo, Joachim Wespel, Andris Meinig, Florian Lauer)
- Weschenfelder/Strauch/Moritz/Roth: 4 Pieces (OtherUnwise 2017)
- Palawa: Lichtexzesse (Creative Sources, 2016, mit Konni Behrendt, Steffen Roth)
- Zwitschermaschine: Looping (Boomslang, 2023, mit Johannes Lauer, Paul Berberich, Vincent Bababoutilabo, Florian Kästner, Jan Einar-Groh, Andris Meinig, Florian Lauer)